# Жертвенник
Жертвенник — в религиозных культах возвышение или естественный камень, на котором приносились жертвы.

## В язычестве

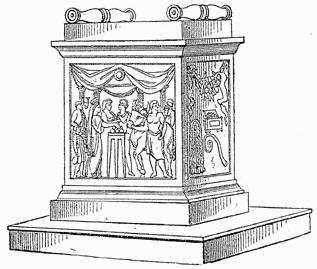
римский алтарь

Жертвенник (алтарь) встречается в различных формах во всех языческих религиях. От древних языческих народов — египтян, ассиро-вавилонян, персов, греков, римлян — сохранились прекрасные образцы жертвенников (в виде каменных столов, столбов или ящиков), которые можно видеть в лучших музеях, особенно Британском.
Основной тип жертвенника — это возвышенность, дающая возможность приносить жертву не на самой земле, а над нею, ближе к небу, как обиталищу божества. Поэтому и самые жертвенники созидались обыкновенно на «высотах», о которых так часто говорится в Библии.

## В Библии
Жертвенник в Библии упоминается уже при Ное. Иаков, например, сделал жертвенник из простого камня, который служил для него изголовьем в предшествующую ночь. Несколько позже Иаков строил жертвенник, по всей вероятности, из простых неотёсанных камней, сложенных в виде плоской кучи, на которой можно было развести огонь и положить жертву. Иисус Навин построил жертвенник из камней, взятых со дна Иордана, после чудесного перехода через него израильтян.
Ему же велено было построить жертвенник из неотёсанных камней на горе Гевал (Втор. 27:5).

### В Скинии

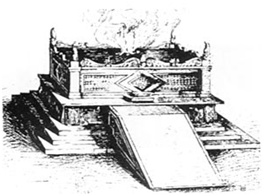
Реконструкция медного Жертвенника всесожжения

При Скинии было два жертвенника — один для жертв всесожжения, а другой для воскурений. Так как Скиния была переносным храмом, то и жертвенники были сделаны из дерева. Первый был покрыт медью, второй — золотыми плитами.
Жертвенник всесожжения представлял собой нечто вроде ящика и имел внутри медную решётку для дров, а по бокам — кольца для несения его на шестах. Выдававшиеся по углам возвышения, так называемые «роги», были особенно важными местами; прикосновение к ним служило знаком желания всецело предаться на милосердие Божие, равно как обеспечением неприкосновенности и безопасности от мщения.
Жертвенник воскурения имел вид стола; на нём утром и вечером совершалось первосвященником, а затем и священниками, курение благовонных трав.

## В христианстве

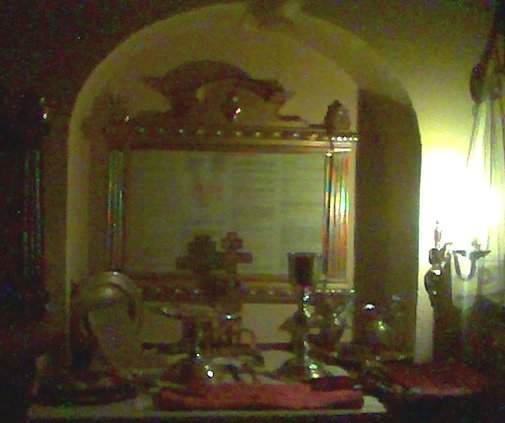
Жертвенник с установленными на нём потиром и дискосом

От Иерусалимского Храма жертвенник перешёл и к церкви, где и доныне составляют принадлежность храмов, как православных, так и римско-католических (у протестантов удержалась только идея жертвенника, вследствие чего у них жертвенником называется стол, к которому подходят верующие для причащения). Жертвенник в христианских церквях делались сначала из дерева, а со времени Константина Великого — и из камня.
С VI века католическая церковь стала исключительно допускать только каменный жертвенник; а на Востоке и доныне употребляется деревянный.
После Второго ватиканского собора Католическая церковь снова разрешила делать алтарь из дерева.
Отличие жертвенника в христианстве от других религий состоит в том, что на нём жертва не совершается, а только подготавливаются вещества (хлеб и вино) для совершения евхаристии.